# Flindersia pimenteliana
Flindersia pimenteliana är en vinruteväxtart som beskrevs av Ferdinand von Mueller. Flindersia pimenteliana ingår i släktet Flindersia och familjen vinruteväxter. Inga underarter finns listade i Catalogue of Life.